# Heterusia adulatrix
Heterusia adulatrix là một loài bướm đêm trong họ Geometridae.